# 원더플레이스
원더플레이스(Wonder Place)는 대한민국의 패션 브랜드이다. 2011년 4월에 법인 설립하였다.

## 매장 지역
2024년 현재 기준으로 삼는다.
- 서울특별시 : 건대2호점, 대학로점, 홍대점, 수유점, 유플렉스신촌점, 롯데월드몰잠실점, 현대백화점 목동점, 타임스퀘어 영등포점, 아이파크몰 용산점, 홈플러스상봉점
- 부산광역시 :  아트몰링 하단점, 서면점, 부산 광복FSS점
- 대구광역시 : 롯데아울렛 율하점, 신세계백화점 대구점, 홈플러스 성서점, 대구 동성로FSS점
- 인천광역시 : 현대아울렛 송도점, 스퀘어원몰 인천점, 부평점
- 광주광역시 : 광주 중앙로점, 신세계백화점 광주점
- 대전광역시 : 모다 대전점, 현대프리미엄아울렛 대점점, 대전엔비점
- 울산광역시 : 업스퀘어몰 울산점
- 경기도 : 더와이스퀘어몰 용인점, PPO평택점, 레아크꼬모 동탄점, 현대아울렛 남양주점, AK수원점, 신세계사이먼아울렛 파주점, 스타필드 안성점, 롯데몰 수원점, AK플라자 평택점, 스타필드 하남점, 스타필드 고양점, 스타필드시티 부천점
- 강원특별자치도 : 춘천명동점, 동해점, 원주일산점, 강릉점
- 충청북도 : 지엘시티몰 청주점, 원더아리아 청주점, 청주 성안점
- 충청남도 : 모다천안점, 천안신부점
- 전북특별자치도 : 전주중앙점
- 전라남도 : LF스퀘어 광양점
- 경상남도 : 아이스퀘어몰 김해점, 신세계백화점 김해점, 롯데백화점 창원점, 창원상남점
- 제주특별자치도 : 제주 칠성로점